# Касьяник, Юрий Михайлович
Юрий Михайлович Касьяник (род. 28 июня 1948, Ленинград) — советский и российский композитор и музыкант-мультиинструменталист, импровизатор.

## Биография
Родился 28 июня 1948 г. в Ленинграде в семье известных спортсменов, чемпионов СССР по спортивной гимнастике: отец — Михаил Давидович Касьяник, мать — Евгения Игнатьевна Гаврилова.
С детства занимался разными видами спорта. Рано обнаружил способности к пению. Музыке учился у пианистки и педагога Елены Андреевны Аплаксиной.
Работал в Ленинградском Концертном оркестре под управлением Анатолия Бадхена, джаз-оркестре под управлением Владимира Сегала, ансамблях «Невский», «Белые ночи», «Поп-механика» и др. Участвовал в международных фестивалях: «Музыкальная весна», «Осенние ритмы» (Санкт-Петербург), «Джаз Джембори» (Варшава), «Джаз-порт» (Гамбург), «Блю Бёрд» (Нью-Йорк), «Голден Гейт» (Сан-Франциско) и др.
2000 г., 12 декабря — открыл Арт-клуб «Верхний мир» в своей творческой мастерской, где проходят «Вторники» и концерты Юрия Касьяника.
2003 г., 27 мая — в Санкт-Петербурге, на корабле у Смольного собора, прошла премьера «Невероятной симфонии „Мой Петербург“», посвященной 300-летию Санкт-Петербурга ; 18.11-2.12 — проект «Уриэль вместо Гласса».
2004 г. −16 июня — концерт в Манеже «Приношение Курёхину» . Осенью сочинены симфония «Беслан», концерт для оркестра — «Шостакович навсегда» .
2005 г., 10 апреля — смерть отца. 12 апреля, в Доме Актёра — запланированный концерт «Вперёд во вселенную». 22 мая — в студии Юрия Касьяника было отмечено 100-летие поэта Леонида Мартынова. В ноябре сочинена Симфония № 13 (памяти

## Творчество
Создал множество сочинений в разных жанрах: опера «Поэма Горы» на стихи М.Цветаевой, импроопера «КРЫСОЛОВ» по текстам Марины Цветаевой и Джона Леннона, рок-кантата «Это сладкое слово — свобода!» и 6 хоров a cappella на стихи Пабло Неруды, кантата «Пусть жизнь…» на стихи А.Блока, два балета — «Музыка» и «Игра в 15», 30 симфоний, 5 концертов для оркестра, 12 концертов для ф/п с оркестром, 5 струнных квартетов, 24 сонаты, сюиты и пьесы для ф/п, музыка для органа, клавесина, гитары, кото, ситара и других инструментов и ансамблей, вокальные циклы, разнообразная камерная музыка, хоры, музыка к кинофильмам, песни, баллады, джазовые пьесы, рок-композиции, экспериментальная и электронная музыка, более 200 хэппенингов, более 800 импрофоний, музыка для чтения («стим»-проекты), импровизации.
Имя Юрия Касьяника включено в число прогрессивных музыкантов XX века — список Николаса Слонимского в Библиотеке Конгресса в Вашингтоне. Юрий Касьяник участвовал как композитор и сессионный музыкант в релизах фирм «Мелодия», «Leo», «Caravan», «Moroz».

## Дискография
ПЕРВЫЕ 12 АЛЬБОМОВ
- КРАСНЫЕ КАНАРЕЙКИ, CD /10 треков/ (Запись: Таллин, Эстония, 1990/LRP-APOLLON, New York, USA, 1990)
- РЕКОРД ГИННЕССА, 1-й час /из 24 часовой импровизации!/, CD /1/ (ETC Records, 7-8 апреля 1990/24 мая 1994)
- ПОРТРЕТЫ 1 — Свинцовая маска гения, CD /16/ (ETC, 1993/24 мая 1994)
- ПОРТРЕТЫ 2 — Девственная душа грешницы, CD /10/ (ETC, 1993/24 мая 1994)
- МУЗЫКА ВТОРНИКОВ 1 /15-й и 5-й/, CD /3/ (ETC, 1993/24 мая 1994)
- ИМПРОФОНИИ 1 /Избранное: № 28, № 48, № 68/, CD /4/ (ETC, 1993-94/24 мая 1994)
- ПОСЛАНИЯ МИРА 1 /Май/, CD /3/ (Записано в студии «Acoustic Line», СПб, 2000/ETC, СПб, 2001.)
- ДВИЖЕНИЯ 1 /Свободные шаги/, CD /5/ (Запись в Студии док. фильмов, СПб, 2000/ETC, СПб, 2001.)
- ЛУЧШИЕ РЭГТАЙМЫ /Приношение Скотту Джаплену/, CD /20/ (ETC, 2001—2003/2003)
- ФРАГМЕНТЫ /Идеи разных лет/, CD /24/ (ETC, СПб, 2004)
- БЕЛЫЙ АЛЬБОМ (Юрий Касьяник. Запись концерта в клубе «JFC» 5.12.07 г.), CD /14/ (ETC, 2008)
- АВГУСТОВСКИЙ АЛЬБОМ, CD /9/ (ETC, 2008/2009)

БОЛЬШИЕ ПРОЕКТЫ и ИМПРООПЕРЫ (избранное)
- ВРЕМЕНА ВРЕМЁН (фрактальный проект), DVD-MP3, серия — 66 CD /668/ (ETC, 2008-09/2009.)
- ПЯТЬ ПРОСТРАНСТВ (закрытый студийный моно-фестиваль), DVD-MP3, серия — 17 CD /137/ (ETC, 2010)
- КИНЬЯР (пять романов Паскаля Киньяра) — STIM project, DVD-MP3, серия — 24 CD /182/ (ETC, 2009-10/2010)
- ЗВЕЗДА «СЕАНКУР» — импроопера по рассказу Ю. К. /1996/ (памяти С. Курёхина), CD /5/ (ETC, 2010)
- ДАО-ДЖАЗ (2 концерта: I. ИНЬ — в клубе «JFC», 2010; II. ЯН — в салоне «TUE», 2013/, 4CD /32/ (ETC, 2010, 2013)
- МИЛОШ /две книги Чеслава Милоша/ — STIM project, DVD-MP3, серия — 10 CD /120/ (ETC, 2011)
- СЕРАЯ ТЕТРАДЬ /импроопера на текст поэмы А.Введенского/, CD /13/ (ETC, 2011)
- КАМЕНЬ /импроопера на стихи О. Мандельштама и Симфония № 21/, CD /10/ (ETC, 2011)
- ВЫЧИТАНИЕ ЗАЙЦА /импроопера по книге А.Битова/, CD /7/ (ETC, 2012)
- КЕЙДЖ 100 /«4 ВЕЧЕРА И 33 УТРА»: 4 Симфонии и 33 перформанса/, 4 CD +12 DVD /24+33/ (ETC, 2012)
- ЗОЛОТОЙ ГУЛЬД /посвящается Гленну Гульду/, 3 CD /53/ (ETC, 2012)
- КРЫСОЛОВ /импроопера по стихам и текстам М.Цветаевой и Д.Леннона/, 5 CD /36/ (ETC, 2012)
- КИТАЙ, I часть: «И-Цзин» (музыка к чтению всех 64 гексаграмм), 64 CD/960/ (ETC, 2013)
- ЭПИФАНИИ /книга Джеймса Джойса/ — STIM project, DVD-MP3, серия — 2 CD /83/ (ETC, 2013)
- КИТАЙ, II часть: «Дао Дэ Цзин» (музыка к чтению великой книги Лао Цзы), 2 CD/83/ (ETC, 2013)